# Grandeur

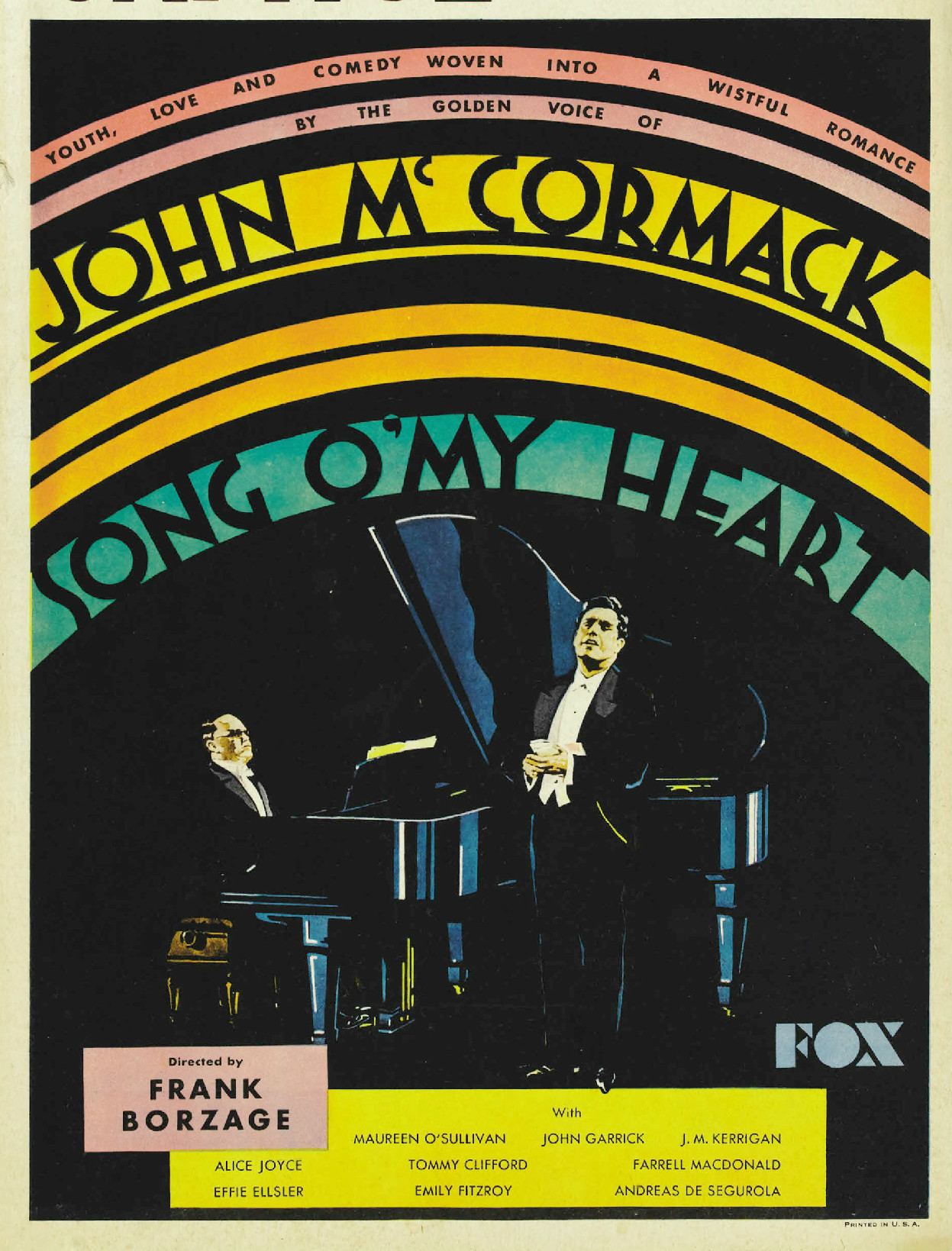
La canción de mi alma fue uno de los tres filmes rodados en Grandeur.

Grandeur fue un sistema de cine en pantalla panorámica creado por Fox Film Corporation en septiembre de 1929 y utilizado solo en tres largometrajes antes de ser abandonado. Fue desarrollado como respuesta al Magnascope creado por Paramount Pictures. Utilizaba película de 65mm. con cuatro perforaciones. El resultado era una proyección en formato 2.13:1.

## Creación
Grandeur fue resultado del interés personal del propio William Fox, quien deseaba un avance técnico en la imagen similar a los que se habían producido en el sonido. El productor financió la investigación desde 1927 con ayuda de su socio Harley Clarke. Él fue el propietario del nuevo sistema y de las cámaras empleadas para rodar con él. La cámara utilizada era la Mitchell y la película, Eastman Pancromática Tipo Dos, ambas muy fiables. Más problemático fue elegir la lente adecuada para rodar en el nuevo sistema. El operador Arthur Edeson tuvo que probar más de diez hasta dar con la más apropiada. Además, la película tenía una ligera tendencia a doblarse dentro de la cámara y atascarla, lo que podía llegar a quemar el motor. Y en rodajes en exteriores, no siempre era fácil conseguir un motor de repuesto en poco tiempo.

## Películas
La primera película presentada en este sistema fue Happy Days (1929), un musical dirigido por Benjamin Stoloff. Tuvo un presupuesto de 584.000 dólares, no muy superior al promedio de una película corriente de Fox. Las críticas fueron buenas y obtuvo un beneficio de 132.000 dólares. Inmediatamente, Fox encargó cuarenta cámaras más para rodar en Grandeur.
La segunda película rodada en Grandeur fue La canción de mi alma (Song o' My Heart, 1930), dirigida por Frank Borzage. Sin embargo, nunca se llegó a estrenar en este formato.
El último filme rodado en Grandeur fue La gran jornada (The Big Trail, 1930), dirigida por Raoul Walsh y conocida por ser la primera película protagonizada por John Wayne. A pesar del coste de producción de dos millones de dólares y de que los críticos señalaron su calidad, el filme fracasó porque solo pudo ser exhibido en formato panorámico en Nueva York y Los Ángeles. La mayoría de exhibidores no estuvieron dispuestos a afrontar el gasto necesario para adaptar sus salas al nuevo formato en plena Gran Depresión y cuando todavía estaban recuperándose del coste de la adaptación al sonido. Y las dos salas que sí hicieron la inversión —el Grauman's Chinese Theatre de Hollywood y el Roxy Theatre de Nueva York— la quisieron recuperar aumentando el precio de la entrada, lo que no favoreció la afluencia de público. En previsión de esto, Fox había rodado la película también en formato de 35mm. y así se estrenó en la mayoría de los cines pero, vista de esta manera, La gran jornada era una película corriente y no atrajo a los espectadores. La Fox perdió mucho dinero con la operación y no rodó más películas en Grandeur.